# Larissa Santos
Larissa Santos do Espirito Saturnino (Ribeirão Preto, 5 de Janeiro de 1998) é uma atleta paralímpica brasileira de Goalball. Ela faz parte da Seleção Brasileira de Goalball Feminina.

## Biografia
A jogadora, Larissa Santos, nasceu com catarata congênita e começou a praticar o esporte em 2012, após iniciar na natação. Ela participou das Paralimpíadas Escolares de 2015, na modalidade goalball. Em 2017, foi convocada pela primeira vez.
Já competiu no  Campeonato Mundial de Goalball 2022, em Portugal, e já conquistou duas medalhas em dois campeonatos. Em 2023, Larissa e outras jogadoras foram convocadas para os Jogos Parapan-Americanos que acontecerá em Novembro, no Chile.Ela também recebeu a convocação para a primeira fase de treinos de 2023, que ocorreu no Centro de Treinamento Paralímpico em São Paulo. Esse evento representou o primeiro encontro entre as equipes masculina e feminina desde o Campeonato Mundial de dezembro do ano passado, no qual o time masculino garantiu o tricampeonato, ao passo que as mulheres alcançaram a nona posição.

## Títulos
- Campeonato das Américas 2017 - Prata
- Campeonato das Américas 2022 - Ouro